# Fly With Me
Fly With Me är en låt framförd av sångerskan Artsvik. Låten är skriven och producerad av Lilith Navasaryan, Levon Navasardyan, Avet Barseghyan samt David Tserunyan. Den kommer att representera Armenien i den första semifinalen av Eurovision Song Contest 2017, med startnummer 16.